# Barva diamantů

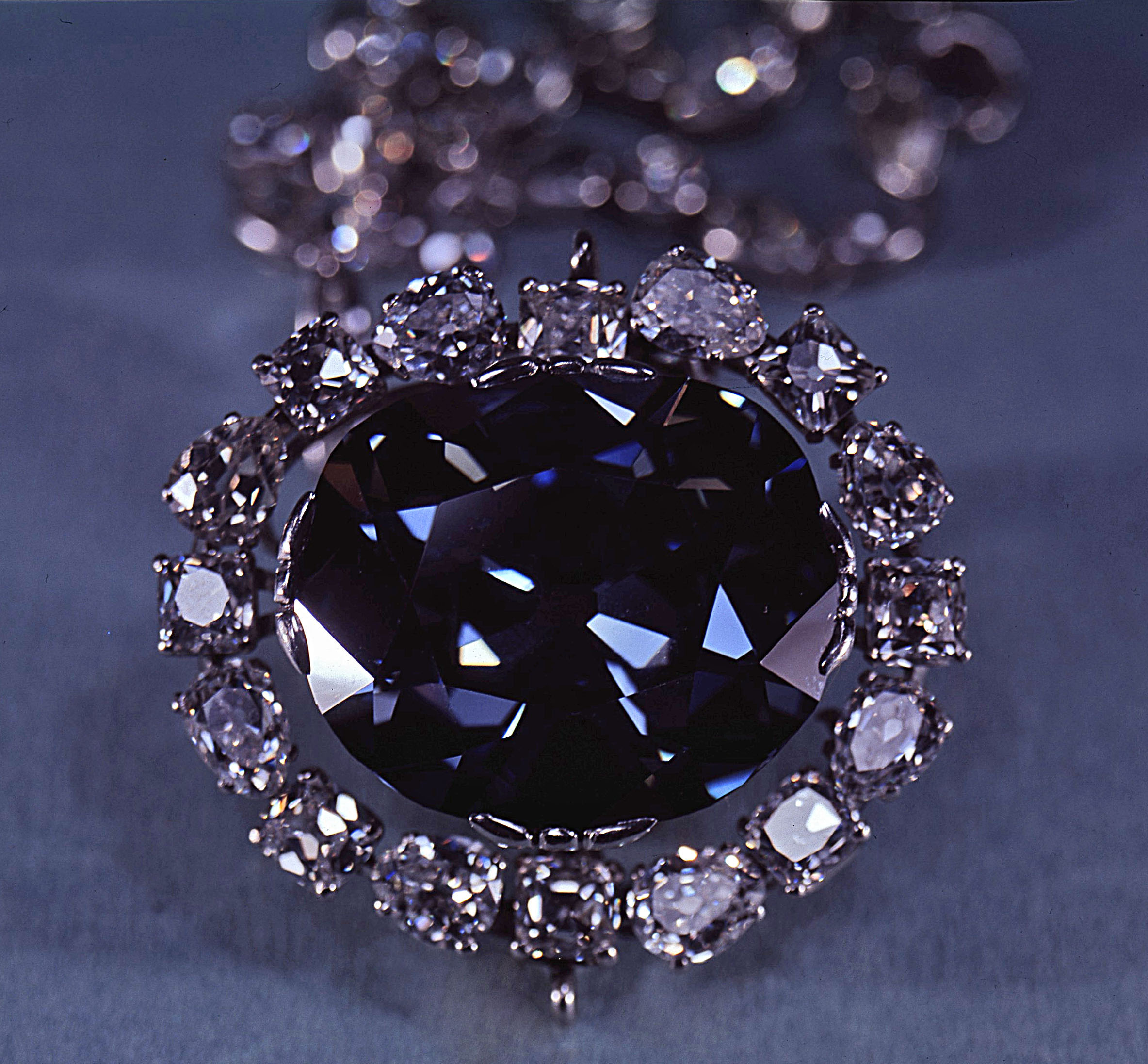
Hope modré barvy

Barva diamantů je v přírodě velmi různá. V případě, že diamant vznikl za dokonalých podmínek, je bezbarvý. Bezbarvost u diamantů je vysoce ceněna, na rozdíl od ostatních drahokamů, kde je naopak nežádoucí.
V přírodě se můžeme setkat s celou škálou barev. Od bezbarvých diamantů, přes lehce zažloutlé, až k oranžovým, růžovým, fialovým, modrým nebo i extrémně vzácným červeným kamenům.

## Vznik zabarvení
Barva diamantu je závislá na jeho složení. Chemicky naprosto čistý diamant je bezbarvý. Další barvy diamantu jsou závislé na stopovém množství ostatních prvků, které diamant obsahuje. Např. ve šperkařství často používané, lehce nažloutlé diamanty Kapské série, obsahují příměsi dusíku. Na barvu diamantu má také vliv deformace krystalové mřížky (abstrakce, jež popisuje polohu částic v krystalu).

## Určování barvy
Barva diamantu se posuzuje dle barevné stupnice GIA (Gemological Institute of America), která diamanty dělí dle barev za pomocí písmen abecedy od D po Z. Písmeno D označuje naprosto bezbarvé diamanty (prvotřídně bílé+). Čím větší písmeno v abecedě, tím více je kámen zabarven. Diamanty s písmeny M-O jsou již nažloutlé až žluté. Čím je diamant bezbarvější, tím je i dražší. Výjimkou jsou tzv. fancy diamanty, které jsou sytě barevné. Na ty se stupnice GIA nevztahuje a svou cenou mohou překonat i dokonale bezbarvé diamaty.
Barva se posuzuje pomocí porovnávací sady kamenů, tzv. master stones, a to pod lampou imitující denní světlo. K určení barvy kamene se také používá elektronický kolorimetr.